# Смолего, Валерий Георгиевич
Валерий Георгиевич Смолего (род. 22 мая 1951) — бывший заместитель губернатора Кемеровской области по промышленности, транспорту и связи. С 6 апреля 2010 года исполнял обязанности главы города Новокузнецка. С 10 октября 2010 года избран главой города Новокузнецка. 28 мая 2013 года Валерий Смолего подал в отставку после того, как его деятельность на посту мэра была подвергнута жёсткой критике губернатором Кемеровской области Аманом Тулеевым.

## Биография
Родился в городе Берёзовском в 1951 году в семье шахтёра.
- В 1973 г. окончил Кузбасский политехнический институт и начал работать на Кузнецком металлургическом комбинате, где прошёл путь от рядового газовщика до руководящего работника коксового производства.
- В 1986 году переведён на работу в аппарат Обкома КПСС.
- С 1988 года занимал руководящие должности на металлургических предприятиях области (ОАО «Кузбассвторцветмет», ООО «Цветметресурс»).
- В 2001 году был приглашен на работу в администрацию Кемеровской области, где в июле 2002 г. возглавил Департамент промышленности.
- С осени 2004 года исполнял обязанности заместителя губернатора области по промышленности, транспорту и связи.
- 6 апреля 2010 года назначен исполняющим обязанности главы Новокузнецка[2].
- 10 октября 2010 года избран Главой Новокузнецка сроком на 5 лет. Вступил в должность 11 октября 2010 года. Валерий Смолего досрочно сложил полномочия главы Новокузнецка в конце мая 2013 года после «предметного разговора» с Аманом Тулеевым. Губернатор отругал мэра за «нерешительность», «мягкотелость» и «отсутствие жесткого контроля за выполнением поручений». Сессия Горсовета приняла отставку Смолего с 4 июня 2013 года.

27 июня 2013 года губернатор Кузбасса Аман Тулеев назначил Смолего председателем Региональной энергетической комиссии и объединил РЭК с департаментом цен и тарифов Кемеровской области в целях оптимизации работы профильных структур. Предыдущий председатель Александр Крумгольц лишился должности по результатам проверки РЭК Контрольно-счетной палатой Кемеровской области. Проверка установила, что при определении тарифов энергокомиссия включала в необходимую валовую выручку необоснованные расходы, например, оплату рекламы и налога на землю за участки, не участвующие в производственной деятельности. Об этом 27 июня сообщила администрация Кузбасса. «Новому председателю нужно исключить при формировании тарифов необоснованные затраты, которые могут привести к росту цен. Если такие факты все же будут выявлены, необходимо возвращать деньги за переплату», — напутствовал Тулеев Смолего.
11 января 2016 года ушел на пенсию с поста председателя РЭК Кемеровской области

## Награды
Награждён медалью «За особый вклад в развитие Кузбасса» III степени, медалью «60-летия Кемеровской области», многочисленными почетными грамотами и благодарственными письмами администрации области, Почетный металлург России.